# دياندريه هنتر
دياندريه هنتر (بالإنجليزية: De'Andre Hunter)‏ هو لاعب كرة سلة أمريكي يلعب في مركز لاعب هجوم صغير الجسم في نادي أتلانتا هوكس.

## روابط خارجية
- دياندريه هنتر على موقع إن بي أي (الإنجليزية)
- دياندريه هنتر على موقع سبورتس رفرنس (الإنجليزية)
- دياندريه هنتر على موقع كرة السلة الأوروبية.كوم (الإنجليزية)
- دياندريه هنتر على موقع إي إس بي إن.كوم (الإنجليزية)
- دياندريه هنتر على موقع كلية كرة السلة في سبورتس رفرنس.كوم (الإنجليزية)
- دياندريه هنتر على موقع ريلجم (الإنجليزية)
- دياندريه هنتر على موقع بروبوليرز (الإنجليزية)